# THE BEST (Λuciferのアルバム)
『THE BEST』（ザ・ベスト）は、Λuciferのベスト・アルバム。過去にリリースされたシングル9曲を全て網羅した内容となっている。

## 収録曲
1. 堕天使BLUE
2. Cの微熱
3. TOKYO幻想（イリュージョン）
4. LUCY
5. Midnight Crow
6. CARNATION CRIME
7. JUNK CITY
8. LOVE ＆ PAIN
9. TSUBASA
10. ハイパーソニック ソウル
11. エゴビジョン
12. Regret
13. Shooting Star
14. Desire
15. Realize
16. See You
17. HURRY (初回版限定トラック)
  - 作詞:MAKOTO 作曲:MAKOTO&ATSURO